# Мілтон-Сентер (Огайо)
Мілтон-Сентер (англ. Milton Center) — селище (англ. village) в США, в окрузі Вуд штату Огайо. Населення — 137 осіб (2020).

## Географія
Мілтон-Сентер розташований за координатами 41°18′3″ пн. ш. 83°49′47″ зх. д. / 41.30083° пн. ш. 83.82972° зх. д. (41.300739, -83.829661).  За даними Бюро перепису населення США в 2010 році селище мало площу 1,03 км², уся площа — суходіл.

## Демографія
Згідно з переписом 2010 року, у селищі мешкали 144 особи в 53 домогосподарствах у складі 37 родин. Густота населення становила 140 осіб/км².  Було 65 помешкань (63/км²).
Расовий склад населення:
| - 91,7 % — білих - 0,7 % — корінних американців - 5,6 % — осіб інших рас |

До двох чи більше рас належало 2,1 %. Частка іспаномовних становила 22,9 % від усіх жителів.
За віковим діапазоном населення розподілялося таким чином: 31,2 % — особи молодші 18 років, 52,1 % — особи у віці 18—64 років, 16,7 % — особи у віці 65 років та старші. Медіана віку мешканця становила 36,5 року. На 100 осіб жіночої статі у селищі припадало 87,0 чоловіків;  на 100 жінок у віці від 18 років та старших — 90,4 чоловіків також старших 18 років.
Середній дохід на одне домашнє господарство  становив 56 045 доларів США (медіана — 46 250), а середній дохід на одну сім'ю — 61 420 доларів (медіана — 50 938). За межею бідності перебувало 7,3 % осіб, у тому числі 10,7 % дітей у віці до 18 років та 0,0 % осіб у віці 65 років та старших.
Цивільне працевлаштоване населення становило 95 осіб. Основні галузі зайнятості: виробництво — 26,3 %, науковці, спеціалісти, менеджери — 14,7 %, освіта, охорона здоров'я та соціальна допомога — 12,6 %, роздрібна торгівля — 11,6 %.